# 小早川弘景 (初代)
小早川 弘景（こばやかわ ひろかげ）は、室町時代の武将。竹原小早川氏の第9代当主。小早川仲義（なかよし）の嫡男。

## 生涯
応永5年（1398年）5月13日、父・仲義より安芸国都宇・竹原荘・梨子羽郷南方、備前国裳懸荘、美作国打穴荘など所領を譲り受け、竹原小早川氏の家督を相続した。
弘景の代から竹原小早川氏は大内氏との関係を強めることとなり、家督相続の頃に大内義弘から偏諱（「弘」の字）の授与も受けている。その結果、この弘景から三代の間に、その支配領域を安芸国瀬戸内海沿い東半分を占めるまでに拡張し、海の交通の要衝をおさえる国人領主として大きな勢力へと成長を遂げていくこととなる。